# 피아노 소나타 15번 (모차르트)
볼프강 아마데우스 모차르트의 피아노 소나타 15번 F장조, KV 533/494(는 3 악장으로 구성된 소나타이다.
1. Allegro
2. Andante in B♭ major
3. Rondo: Allegretto

Rondo는 원래 1786년에 Mozart가 작곡한 독립형 작품이었다. 1788년에 모차르트는 K. 533의 처음 두 악장을 작성하고 K. 494의 수정된 버전을 피날레로 통합하였다.